# Osady morskie

Formy ukształtowania dna oceanicznego

Osady morskie – utwory powstałe na powierzchni Ziemi, w środowisku morskim, w wyniku nagromadzenia materiału organicznego lub skalnego przez różne czynniki.

## Podział
Ze względu na rodzaj materiału, z którego powstały osady morskie:
- osady pelagiczne – powstałe z materiału pochodzenia morskiego,
- osady terygeniczne – powstałe z materiału pochodzenia lądowego.

Ze względu na głębokość, na której powstały:
- osady litoralne,
- osady nerytyczne,
- osady batialne,
- osady abisalne.